# برابری درآمد

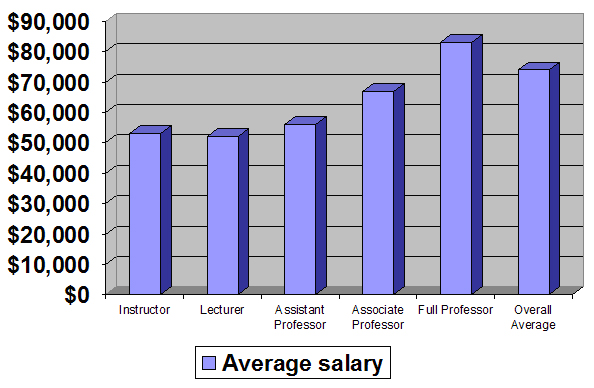
برابری درآمد

دستمزد برابر برای کار برابر یا به‌طور خلاصه برابری درآمد یک مفهوم در حوزهٔ حقوق کارگران است که بر اساس آن افرادی که در محیط کار مشابهی کار می‌کنند باید دستمزد برابر داشته باشند. این مفهوم بیشتر در چارچوب تبعیض جنسی و در رابطه با شکاف درآمدی بین دو جنس مطرح می‌شود. برخی از کشورها سریع‌تر از دیگران به این مشکل پرداخته‌اند. برای مثال در ایالات متحده از زمان ریاست جمهوری جان اف کندی که قانون برابر دستمزد سال ۱۹۶۳ را امضا کرد، پرداخت درآمد متفاوت به زنان و مردان برای انجام کاری مشابه ممنوع شده است.